# Código sanitario de 1822
El Código sanitario de 1822 fue un proyecto de ley en España que no pudo aprobarse a causa de la caída de los liberales tras al Trienio y la recuperación del absolutismo, y representó el primer intento que hubo en España de una ley sanitaria. Elaborado por Francisco Fabra en colaboración con la Real Academia Médica Matritense, estaba basado en una visión global de los problemas de salud y en el primer intento de establecer mecanismos de atención primaria, vigilancia de epidemias y prevención, de conformidad con el espíritu de la Constitución gaditana.
La Constitución de Cádiz otorgaba a los ayuntamientos las funciones de:
- Policía de salubridad.
- Comodidad y cuidado de los hospitales.
- Hospicios.
- Casas de expósitos y demás establecimientos de beneficencia.